# Bulbophyllum parabates
Bulbophyllum parabates là một loài phong lan thuộc chi Bulbophyllum.